# Rachel Joyce
Rachel Joyce (Londres, Inglaterra, 1962) es una exactriz, guionista y escritora británica. Fue actriz de teatro y televisión antes de empezar a escribir obras dramáticas para BBC Radio 4. Por uno de esos dramas (To Be A Pilgrim) fue galardonada con el Premio Tinniswood en el año 2007.
En el año 2012 publica su primera novela, The Unlikely Pilgrimage of Harold Fry (El insólito peregrinaje de Harold Fry), nominada al Premio Booker de ese año. También gana el Specsavers National Book Awards a la mejor escritora novel. A los seis meses de su publicación había vendido 90 000 ejemplares en Inglaterra y había sido traducida a otros idiomas como el español, el francés y el alemán. En el año 2013 se publica su segunda novela, Perfect.

## Obra
- 2012 The Unlikely Pilgrimage of Harold Fry (El insólito peregrinaje de Harold Fry)
- 2013 Perfect (El año que duró dos segundos)
- 2014 The Love Song of Miss Queenie Hennessy
- 2015 A Snow Garden and Other Stories
- 2017 The Music Shop
- 2020 Miss Benson's Beetle